# Walter Schulz (Cellist)
Walter August Wilhelm Schulz (* 27. September 1893 in Frankfurt (Oder); † 21. Januar 1968 in Berlin) war ein deutscher Cellist, Gambist und Hochschullehrer. Von 1945 bis 1948 war er Direktor der Staatlichen Hochschule für Musik Weimar.

## Leben
Schulz wurde 1893 in Frankfurt/Oder geboren. Nachdem er eine Berliner Realschule besucht hatte, studierte er privat von 1912 bis 1916 Violoncello bei Hugo Dechert in Berlin. Von 1916 bis 1918 gehörte er dem Blüthner-Orchester an. 1918 wurde er Cellist beim Berliner Philharmonischen Orchester. 1920 erhielt er eine Stelle als 2. Solocellist des Berliner Philharmonischen Orchesters.
1926 wurde er Konzertmeister und 1. Solocellist als Nachfolger von Eduard Rosé beim Nationaltheaterorchester Weimar, wo er bis 1936 tätig war. Ab 1933 war er Lehrer für Violoncello und Kammermusik an der staatlichen Musikschule ebenda. 1934 erhielt er eine außerordentliche und 1947 eine ordentliche Professur an der Staatlichen Hochschule für Musik Weimar. Von Juli 1945 bis März 1948 war er kommissarischer Direktor bzw. erster Nachkriegsdirektor der Einrichtung. In seiner Amtszeit hatten 2-Jahres-Pläne Gültigkeit, die die Musikhochschule zum Marxismus-Leninismus verpflichten sollten.
Im Jahr 1951 wurde er Professor an der Leipziger Musikhochschule.
Ab 1926 trat er als Solist und Kammermusiker auf. Kammermusikalisch spielte er im Reitz- und Bosse-Quartett sowie im Dahlke- und Weimarer-Trio. Außerdem trat er als Gambist in Erscheinung. Schulz gab u. a. die Suiten für Violoncello solo von Max Reger heraus. 1941 veröffentlichte er Grifftechnische Studien für fortgeschrittene Cellisten.
Von 1928 bis 1933 war er Logenmitglied in Jena. Während der Zeit des Nationalsozialismus lebte er zurückgezogen. Er galt zwar als politisch deutschnational, der NSDAP blieb er allerdings fern. Nach dem Zweiten Weltkrieg wurde er Mitglied der KPD.
Schulz, evangelisch, war verheiratet und Vater des Sängers Hanns-Herbert Schulz (1927–2006), der unter dem Namen Hanns Petersen auftrat.

## Schriften (Auswahl)
- Violoncell-Schule (= Hofmeister-Schulen. Nr. 41). Hofmeister, Leipzig 1951 (Neudrucke 1954 und 1960).